# Lonny Ross
Lonny Ross (Wantagh, 1978) è un attore e comico statunitense.

## Biografia
Ross è noto soprattutto per aver interpretato Josh Girard nelle prime tre stagioni di 30 Rock, un ruolo che gli valse una candidatura al Screen Actors Guild Award. Attivo in campo cinematografico, Ross ha recitato anche in alcuni film, tra cui Tutte pazze per Charlie, In viaggio per il college e Incinta... o quasi.

## Filmografia parziale
- Tutte pazze per Charlie (Good Luck Chuck), regia di Mark Helfrich (2007)
- In viaggio per il college (College Road Trip), regia di Roger Kumble (2008)
- The Rocker - Il batterista nudo (The Rocker), regia di Peter Cattaneo (2008)
- A Futile and Stupid Gesture, regia di David Wain (2018)

### Televisione
- 30 Rock – serie TV, 37 episodi (2006-2009)
- Incinta o... quasi (Labor Pains), regia di Lara Shapiro – film TV (2009)
- Arrested Development - Ti presento i miei (Arrested Development) – serie TV, 2 episodi (2013)